# مايسفيل (كارولاينا الشمالية)
مايسفيل (بالإنجليزية: Maysville, North Carolina)‏ هي معلم جغرافي تقع في الولايات المتحدة في مقاطعة جونز. يقدر عدد سكانها بـ 1,019 نسمة ومساحتها 2.0 كم2 وترتفع عن سطح البحر 12 متر.

## التركيبة السكانية
حدّد مكتب تعداد الولايات المتحدة بيانات التركيبة السكانية لمايسفيل في تعداد الولايات المتحدة. في ما يلي، التركيبة السكانية حسب تعدادي 2000 و2010.

### تعداد عام 2000
بلغ عدد سكان مايسفيل 1,002 نسمة بحسب تعداد عام 2000، وبلغ عدد الأسر 389 أسرة وعدد العائلات 256 عائلة مقيمة في البلدة. في حين سجلت الكثافة السكانية 451.4 نسمة لكل كيلومتر مربع (1,169.1/ميل2). وبلغ عدد الوحدات السكنية 483 وحدة بمتوسط كثافة قدره 217.6 لكل كيلومتر مربع (563.6/ميل2).
وتوزع التركيب العرقي للبلدة بنسبة 40.82% من البيض و55.89% من الأمريكيين الأفارقة و0.30% من الأمريكيين الأصليين و0.30% من الأمريكيين ذوي الأصول الآسيوية و0.30% من سكان جزر المحيط الهادئ و1.40% من الأعراق الأخرى و1% من عرقين مختلطين أو أكثر و2.20% من الهسبانيون أو اللاتينيون من أي عرق.
بلغ عدد الأسر 389 أسرة كانت نسبة 38.6% منها لديها أطفال تحت سن الثامنة عشر تعيش معهم، وبلغت نسبة الأزواج القاطنين مع بعضهم البعض 39.3% من أصل المجموع الكلي للأسر، ونسبة 20.3% من الأسر كان لديها معيلات من الإناث دون وجود شريك،  بينما كانت نسبة 6.2% من الأسر لديها معيلون من الذكور دون وجود شريكة وكانت نسبة 34.2% من غير العائلات. تألفت نسبة 29.8% من أصل جميع الأسر من عدة أفراد يعيشون في نفس المنزل ونسبة 12.6% كانت تتألف من شخص يعيش بمفرده يبلغ من العمر 65 عاماً أو أكثر. وبلغ متوسط حجم الأسرة المعيشية 2.58، أما متوسط حجم العائلات فبلغ 3.20.
بلغ العمر الوسطي للسكان 35.4 عاماً. وكانت نسبة 30.1% من القاطنين تحت سن الثامنة عشر، وكانت نسبة 6.9% بين الثامنة عشر والرابعة والعشرين عاماً، ونسبة 28.7% كانت واقعةً في الفئة العمرية ما بين الخامسة والعشرين والرابعة والأربعين عاماً، ونسبة 19.7% كانت ما بين الخامسة والأربعين والرابعة والستين، ونسبة 14.6% كانت ضمن فئة الخامسة والستين عاماً فما فوق. يوجد لكل 100 أنثى 96.9 ذكر، ويوجد لكل 100 أنثى في الثامنة عشر من عمرها فما فوق 88.7 ذكر.
بلغ متوسط دخل الأسرة في البلدة 27,750 دولارًا، أما متوسط دخل العائلة فبلغ 34,688 دولارًا. وكان متوسط دخل الذكور 30,104 دولارًا مقابل 19,048 دولارًا للإناث. وسجل دخل الفرد الخاص بالبلدة 11,119 دولارًا. وكانت نسبة 19.9% من العائلات ونسبة 26.2% من السكان تحت خط الفقر، وكان من هؤلاء نسبة 32.7% تحت سن الثامنة عشر ونسبة 20% في الخامسة والستين من العمر وما فوق.

### تعداد عام 2010
بلغ عدد سكان مايسفيل 1,019 نسمة بحسب تعداد عام 2010، وبلغ عدد الأسر 409 أسرة وعدد العائلات 269 عائلة مقيمة في البلدة. في حين سجلت الكثافة السكانية 459 نسمة لكل كيلومتر مربع (1,188.8/ميل2). وبلغ عدد الوحدات السكنية 489 وحدة بمتوسط كثافة قدره 220.3 لكل كيلومتر مربع (570.6/ميل2).
وتوزع التركيب العرقي للبلدة بنسبة 45.24% من البيض و48.77% من الأمريكيين الأفارقة و0.69% من الأمريكيين الأصليين و0.69% من الأمريكيين ذوي الأصول الآسيوية و1.28% من الأعراق الأخرى و3.34% من عرقين مختلطين أو أكثر و4.71% من الهسبانيون أو اللاتينيون من أي عرق.
بلغ عدد الأسر 409 أسرة كانت نسبة 35% منها لديها أطفال تحت سن الثامنة عشر تعيش معهم، وبلغت نسبة الأزواج القاطنين مع بعضهم البعض 40.1% من أصل المجموع الكلي للأسر، ونسبة 19.1% من الأسر كان لديها معيلات من الإناث دون وجود شريك،  بينما كانت نسبة 6.6% من الأسر لديها معيلون من الذكور دون وجود شريكة وكانت نسبة 34.2% من غير العائلات. تألفت نسبة 29.3% من أصل جميع الأسر من عدة أفراد يعيشون في نفس المنزل ونسبة 10% كانت تتألف من شخص يعيش بمفرده يبلغ من العمر 65 عاماً أو أكثر. وبلغ متوسط حجم الأسرة المعيشية 2.48، أما متوسط حجم العائلات فبلغ 3.00.
بلغ العمر الوسطي للسكان 32.1 عاماً. وكانت نسبة 25.1% من القاطنين تحت سن الثامنة عشر، وكانت نسبة 15.4% بين الثامنة عشر والرابعة والعشرين عاماً، ونسبة 21.2% كانت واقعةً في الفئة العمرية ما بين الخامسة والعشرين والرابعة والأربعين عاماً، ونسبة 27% كانت ما بين الخامسة والأربعين والرابعة والستين، ونسبة 11.3% كانت ضمن فئة الخامسة والستين عاماً فما فوق. وتوزع التركيب الجنسي للسكان بنسبة 47.5% ذكور و52.5% إناث.

## أعلام
- ترفيس ويليامز